# Elimo
Elimo är en sjö i kommunen Lieksa i landskapet Norra Karelen i Finland. Den är 1,7 meter djup. Arean är 36 hektar och strandlinjen är 3,67 kilometer lång. Sjön  ingår i Vuoksens huvudavrinningsområde.   Den ligger omkring 97 kilometer nordöst om Joensuu och omkring 470 kilometer nordöst om Helsingfors. 